# Rodolfo Kappenberger
Rodolfo Kappenberger (* 1917 in Lugano; † 11. Mai 2012 in Magliaso) war ein Schweizer Fussballspieler.

## Karriere
Kappenberger spielte für den SC Zug, den FC Lugano und den FC Basel. Er absolvierte auch sechs Länderspiele für die Schweizer Fussballnationalmannschaft und erzielte fünf Tore, darunter gleich beide Treffer beim 2:1-Sieg der Schweiz gegen Grossdeutschland am 1. Februar 1942 im Praterstadion in Wien.

## Titel und Erfolge
- Schweizer Cupsieger: 1947
- Schweizer Cupfinalist: 1942, 1944
- Aufstieg in die Nationalliga A: 1946

## Quelle und Einzelnachweise
1. ↑  Einsatzstatistik ohne die Daten der Zweitligaspielzeiten 1941/42 und 1945/46
2. ↑  Josef Zindel: Der frühere FCB-Spieler Rodolfo Kappenberger ist gestorben. FC Basel 1893, 14. Mai 2012, archiviert vom Original am 5. Dezember 2012; abgerufen am 14. Mai 2012.

| Personendaten    | Personendaten             |
| ---------------- | ------------------------- |
| NAME             | Kappenberger, Rodolfo     |
| KURZBESCHREIBUNG | Schweizer Fussballspieler |
| GEBURTSDATUM     | 1917                      |
| GEBURTSORT       | Lugano, Schweiz           |
| STERBEDATUM      | 11. Mai 2012              |
| STERBEORT        | Magliaso, Schweiz         |